# 崎頂 (臺南市)
崎頂，是臺灣臺南市龍崎區的一個傳統地域名稱，也是全區行政中心所在地，位於該區北部。相較於今日行政區，其範圍大致包括土崎里、崎頂里。
本地區境內主要聚落為崎頂、觀音山、赤蘭坑、烏樹林，設有龍崎國小。

## 歷史
台灣日治初期，崎頂地區為一街庄，稱為「崎頂庄」（舊制街庄），隸屬於內新豐里。該庄昔日西北與頂山腳庄為鄰，北與大坑尾庄、山豹庄為鄰，東與草山庄為鄰，東南邊為龍船庄，西南邊為中坑仔庄，西邊為新埔庄。
1901年（日治明治三十四年）11月11日，全台廢縣廳改設二十廳，該庄隸屬於臺南廳。1904年（明治三十七年）3月31日，該庄編入「內新豐區」，隸屬於臺南廳。1909年（明治四十二年）10月25日，全台合併二十廳為十二廳，內新豐區仍隸屬於臺南廳。1920年（大正九年）10月1日，全台地方制度大改正，廢十二廳改設五州二廳，該庄改制為「崎頂」大字，隸屬於臺南州新豐郡龍崎庄（新制街庄）。
戰後龍崎庄改制為龍崎鄉，隸屬於臺南縣，大字亦改制為村。1950年（民國39年）10月25日，雲、嘉、南分治，龍崎鄉仍隸屬於臺南縣。2010年（民國99年）12月25日，臺南縣、市合併為直轄臺南市，龍崎鄉改制為龍崎區，村亦改制為里。

## 聚落
本地區發展較早的聚落為崎頂、觀音山、赤蘭坑、烏樹林，在日治初期的官方地圖上已有記載。

## 交通
市道182號是台南至七星洋的道路，經過本地區南部邊界地帶的崎頂聚落。由該道路西行可前往關廟區關廟市區、仁德區北部、東區、中西區等地；東行可前往高雄市內門區，並止於省道台3線路口。
區道南162線是龍崎至柑子園的道路，其西側端點（起點）位於本地區西南部凸出部分的北部偏西側、崎頂聚落的龍崎國小旁路口。由此向北出境後轉東再度入境，會經過本地區中部。
區道南162-3線是礁坑仔至觀音山的道路，其南側端點（起點）位於本地區中部偏西的區道南162線路口，由此向北會經過本地區的觀音山聚落。
區道南168線是新化至睦光（實際終點為內崗仔林）的道路，經過本地區東北端的烏樹林聚落。
區道南168-4線是東西崙至觀音山的道路，其南側端點（起點）位於本地區中北部的區道南162-1線路口，由此向北會經過本地區赤蘭坑聚落。
區道南193線是龍崎至內葉嶺的道路，其西北側端點（起點）位於本地區西南部凸出部分的北部邊界偏東、龍崎區公所對面的市道182號路口，由此向東北出境後蜿蜒轉東再度入境，會經過本地區南部。

## 學校
- 龍崎國小

## 公務機關
- 龍崎區公所
- 臺南市歸仁戶政事務所龍崎辦公處
- 臺南市政府警察局歸仁分局龍崎分駐所
- 臺南市政府消防局第五大隊龍崎專責救護站